# Nigel Stock
Nigel Stock (født 21. september 1919 - død 23. juni 1986) var en engelsk skuespiller. Han var kendt fra film som Den store flugt og Løve ved vintertide Han havde også tidligere spillet Dr. Watson.